# Porolissum
Porolissum fue una antigua ciudad romana de la provincia de Dacia. Establecida como campamento militar en 106 durante las guerras dacias de Trajano, la ciudad creció rápidamente a través del comercio con los dacios y se convirtió en la capital de la provincia de Dacia Porolisense en 124. El sitio es uno de los mayores y mejor conservados yacimientos arqueológicos en la actual Rumania. Está a 8 km de la moderna ciudad de Zalău, en la localidad de Moigrad-Porolissum.

## Historia

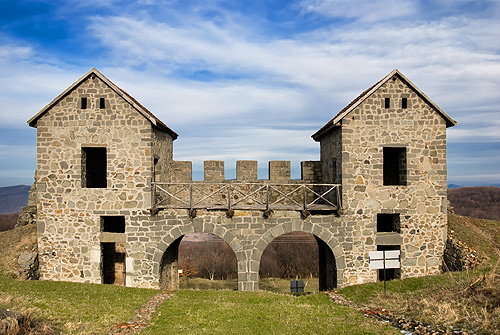
Vista trasera de la Porta Praetoria.

En el año 106, al comienzo de su segunda guerra contra los dacios, el emperador Trajano estableció una guarnición militar en el sitio para defender la principal vía de circulación a través de los Cárpatos. El fuerte, inicialmente construido en madera sobre cimientos de piedra, fue ocupado con tropas auxiliares transferidas de Hispania, Galia y Britania, estando acantonadas en Porolissum, en distintos periodos, la Cohors I Ulpia Brittonum, Cohors V Lingonum, Cohors I Augusta Ituaeorum, Cohors II Dacorum, Cohors VI Thracum, Cohors I Hispanorum y Numerus Palmyrenorum. Asimismo estuvieron presentes unidades de las legiones Legio IV Flavia Felix, Legio XIII Gemina, Legio V Macedonica, Legio III Gallica y Legio VII Gemina. Aunque el nombre de Porolissum parece ser de origen dacio, hasta la fecha los arqueólogos no han hallado pruebas de un asentamiento anterior al romano.
En las décadas siguientes, la fortaleza fue ampliada y reconstruida en piedra y un asentamiento civil se desarrolló alrededor del centro militar. Cuando en 124, Adriano creó la nueva provincia de Dacia Porolisense (nombrada así por la ciudad), Porolissum se convirtió en el centro administrativo de la provincia. Importante centro de comercio con los dacios, probablemente fue una estación aduanera.
Bajo el emperador Septimio Severo el asentamiento fue engrandecido a municipio, permitiendo a sus dirigentes y comerciantes actuar con independencia. Aunque los romanos se retiraron de Dacia en 271 bajo el reinado de Aureliano y la ciudad fue abandonada por sus fundadores, la evidencia arqueológica muestra que se mantuvo habitada durante varios siglos después.
A pesar de que la ciudad fue fundada como un centro militar en el medio de una guerra, la guarnición de Porolissum parece haber vivido en la coexistencia pacífica con sus vecinos dacios, ya que varios asentamientos dacios que fueron aparentemente fundados después de Porolissum han sido descubiertos por los arqueólogos en las colinas de los alrededores. También hay algunas inscripciones que mencionan funcionarios de la ciudad con nombres daco-romanos, lo que indica una estrecha cooperación en el plano político. La ciudad aparece citada en varias fuentes antiguas, como Ptolomeo (3.8.6) y la Tabula Peutingeriana.

## Excavaciones

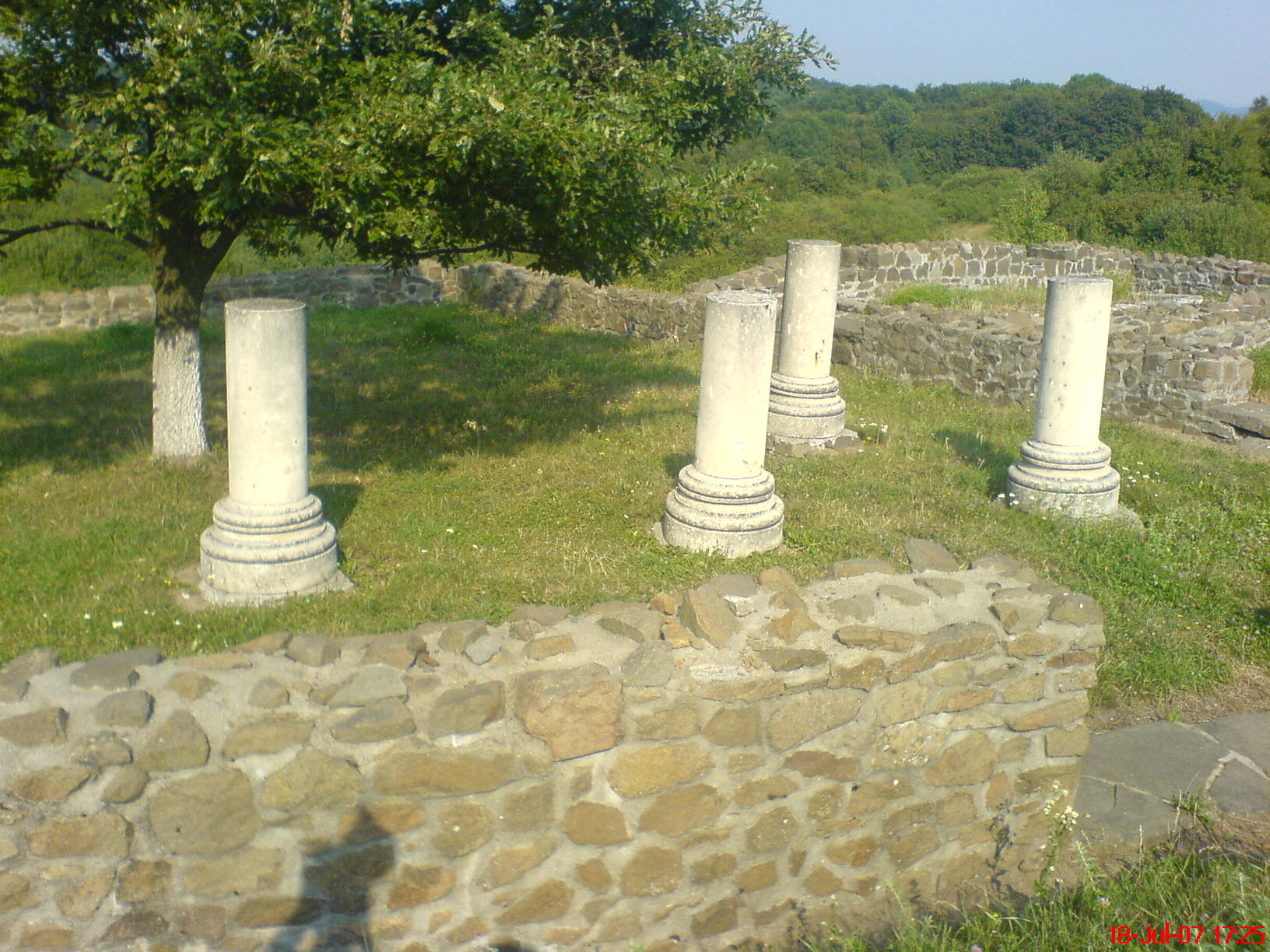
Restos de una vivienda romana.

Pequeñas excavaciones arqueológicas comenzaron en el siglo XIX, pero no fue hasta 1977 cuando los arqueólogos rumanos comenzaron excavaciones sistemáticas a mayor escala.
Gracias a ellas se sabe que hubo una fuerte guarnición militar en dos campos. El primero, en la colina de Pomet, es uno de los mayores campos de Dacia (226 x 294 m). Construido primero en tierra, fue reconstruido en piedra. Se han descubierto inscripciones en las puertas testimonio de la reconstrucción del campamento bajo Caracalla, y la apresurada reconstrucción bajo Galieno. El muro interior es de 1,5 m de espesor y tiene dos zanjas. A una distancia de 700 m al noreste de la colina Citera, está el otro campamento (66,65 x 101,10 m), construido por primera vez en tierra y más tarde reconstruido en piedra. Las puertas tienen torres cuadradas en cada esquina, y hay un foso interior y exterior. 
Las excavaciones en el asentamiento civil han puesto de manifiesto los baños públicos, una insula que consta de cuatro edificios, y un templo de Liber Pater. Más recientes excavaciones se han concentrado en el anfiteatro, la palestra, y la necrópolis con tumbas de incineración y pequeños mausoleos sobre la colina Ursoieş. 
El anfiteatro, a 100 metros de la esquina suroeste del campamento de la colina Pomet, se encuentra en una terraza. Originalmente construido de madera, más tarde fue reconstruido en piedra en el año 157 por orden del procurador imperial Tiberio Claudio Quintiliano (CIL III, 836). La arena, de forma elíptica, tiene un eje de 60 m de largo. Es bordeado por un muro de piedra, construido en opus incertum y enlucido en la fachada que da al escenario. En la puerta este, que tiene dos habitaciones en ambos lados, se han descubierto las huellas de los pies de madera de la primera etapa de construcción. 
Entre los hallazgos hay cuatro títulos militares, uno de los cuales data del 11 de agosto de 106, un momento en que Dacia ya era una provincia romana. Estatuillas de bronce, una estatua ecuestre del emperador Caracalla, inscripciones y monumentos escultóricos, gemas de obra local; todos ellos pueden ser encontrados en el Museo de Historia y Arte en Zalău y en el Museo de Historia de Transilvania de Cluj.
Las últimas excavaciones, llevadas a cabo por un equipo rumano-americano, se centran en el foro de la ciudad. Desde el 2006, otro proyecto, "Necrópolis Porolissensis", se está llevando a cabo en la necrópolis del municipio Porolissum, en la colina "Ursoieş".